# Fissistigma brevistipitatum
Fissistigma brevistipitatum är en kirimojaväxtart som beskrevs av Ian Mark Turner. Fissistigma brevistipitatum ingår i släktet Fissistigma och familjen kirimojaväxter. Inga underarter finns listade i Catalogue of Life.